# Ali Szafi’i
Ali Szafi’i (ur. 21 września 1991) – irański siatkarz, grający na pozycji środkowego, reprezentant Iranu. 

## Sukcesy klubowe
Mistrzostwo Iranu:
- 2017, 2018
- 2014, 2019

Klubowe Mistrzostwa Azji:
- 2016[2], 2017, 2022[3]

## Sukcesy reprezentacyjne
Mistrzostwa Azji:
- 2019
- 2015

Puchar Azji:
- 2016

Igrzyska Azjatyckie:
- 2018